# Clymenura longicaudata
Clymenura longicaudata är en ringmaskart som beskrevs av Imajima och Tokuichi Shiraki 1982. Clymenura longicaudata ingår i släktet Clymenura och familjen Maldanidae. Inga underarter finns listade i Catalogue of Life.